# Gerd Vespermann

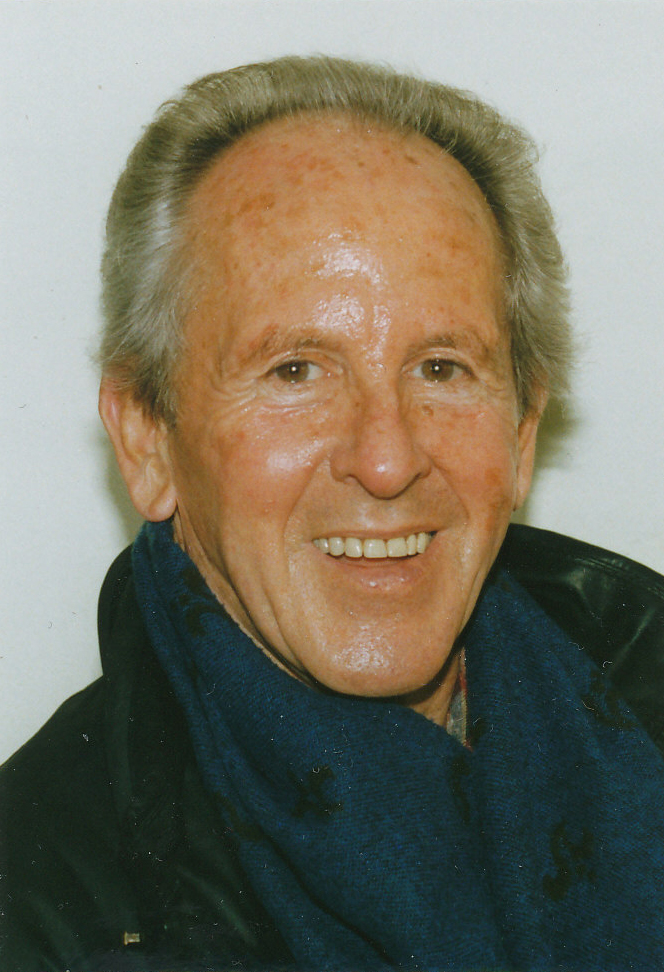
Gerd Vespermann (ca. 1990)

Gerd Vespermann (* 24. Juli 1926 in Berlin; † 25. November 2000 in München) war ein deutscher Schauspieler und Synchronsprecher.

## Leben
Gerd Vespermann, Sohn des Schauspielers Kurt Vespermann und der Schauspielerin Lia Eibenschütz, erhielt 1941 bis 1944 eine Klavierausbildung an der Musikhochschule Weimar. Von 1946 bis 1947 nahm er Schauspielunterricht. Er begann seine Karriere als Schauspieler an den Theatern von Gardelegen und Burgstädt. Seit 1954 spielte er in Berlin, u. a. am Hebbel-Theater, am Theater am Kurfürstendamm und an der Tribüne. Er trat vorwiegend in Komödien und Musicals auf und war auch als Regisseur tätig.
Vespermann wirkte ab 1953 in über 40 Spielfilmen mit, meist in kleineren Rollen, u. a. in Cabaret. Im Fernsehen führte er als Moderator durch Sendungen wie Nightclub, Zwischen Bach und Beat, Bistro und Musik geht um die Welt. In dem Fernsehfilm Doppelagent George Blake verkörperte er in der Hauptrolle den früheren britischen Agenten. Als Synchronsprecher lieh er seine Stimme u. a. Jeremy Brett (in Krieg und Frieden), John Garfield (in Vater dirigiert), Audie Murphy (in Schüsse in New Mexico) und Harry Dean Stanton (in Cisco Pike). Außerdem war er die deutsche Stimme des Hasen Bugs Bunny in der Zeichentrickserie Mein Name ist Hase.
Von 1964 bis zur Scheidung im Jahr 1966 war Vespermann mit der Schauspielerin Hannelore Elsner verheiratet. Sein Tod wurde der Öffentlichkeit erst ein Dreivierteljahr später auf seinen eigenen Wunsch hin anlässlich seines 75. Geburtstags mitgeteilt. Gerd Vespermann war evangelisch und ruht auf dem Waldfriedhof Grünwald bei München.

## Filmografie (Auswahl)
- 1951: Sündige Grenze
- 1953: Die Kaiserin von China
- 1954: Glückliche Reise
- 1954: Konsul Strotthoff
- 1954: Gitarren der Liebe
- 1955: Heldentum nach Ladenschluß
- 1955: Des Teufels General
- 1958: Wenn die Conny mit dem Peter
- 1958: Vor uns die Hölle (Ten Seconds to Hell)
- 1959: Geheimakte M (Man on a String)
- 1960: Eine Frau fürs ganze Leben
- 1961: Die große Attraktion (The Big Show)
- 1961: Frage Sieben (Question 7)
- 1962: Das Leben beginnt um acht
- 1962: Streichquartett
- 1963: … denn die Musik und die Liebe in Tirol
- 1963: Das Kriminalmuseum: Fünf Fotos
- 1963: Die sanfte Tour (TV-Serie): Der Baron und die Schirme
- 1964: Holiday in St. Tropez
- 1966: Der Neffe als Onkel
- 1966: Maigret und sein größter Fall
- 1967: Ein Fall für Titus Bunge (TV-Serie): Geister am See
- 1967: Das große Glück
- 1968: Morgens um sieben ist die Welt noch in Ordnung
- 1968: Zum Teufel mit der Penne
- 1969: Polizeifunk ruft (TV-Serie): Tanzende Töchter
- 1969: Zieh den Stecker raus, das Wasser kocht (Fernsehfilm)
- 1969: Doppelagent George Blake
- 1970: The Last Escape
- 1970: Der Kommissar: In letzter Minute
- 1970: Miss Molly Mill
- 1972: Cabaret
- 1975: Beschlossen und verkündet: Herrn Wittichs Witwen
- 1975: Der Kommissar: Der Tod des Apothekers
- 1978: Ein Mann will nach oben (Fernsehserie)
- 1979: Was wären wir ohne uns (4-teilige Fernsehserie) Erzähler
- 1982: Zwei Tote im Sender und Don Carlos im PoGl (Fernsehfilm)
- 1985: Die Nervensäge (Fernsehserie)
- 1992: Unter einer Decke (Fernsehserie)
- 1994/96: Forsthaus Falkenau – Folgen: Grenzgänger & Die Erbschaft

## Hörspiele (Auswahl)
1958: Thierry: Pension Spreewitz (Ein französischer Student ist zu Gast, Folge 14, Erstsendung 14. Juni 1958) – Regie: Ivo Veit (RIAS Berlin)